# Xã Maltby, Quận Perkins, Nam Dakota
Xã Maltby (tiếng Anh: Maltby Township) là một xã thuộc quận Perkins, tiểu bang Nam Dakota, Hoa Kỳ. Năm 2010, dân số của xã này là 13 người.